# Pascale Jeuland
Pascale Jeuland (ur. 2 czerwca 1987 w Rennes) – francuska kolarka torowa, mistrzyni świata.

## Kariera
Specjalizuje się w konkurencji scratch. Startowała w igrzyskach olimpijskich w 2008 w Pekinie, zajmując 7. miejsce w wyścigu punktowym. W 2010 roku, podczas mistrzostw świata w Kopenhadze zdobyła złoty medal w scratchu.